# Hamulec V-brake

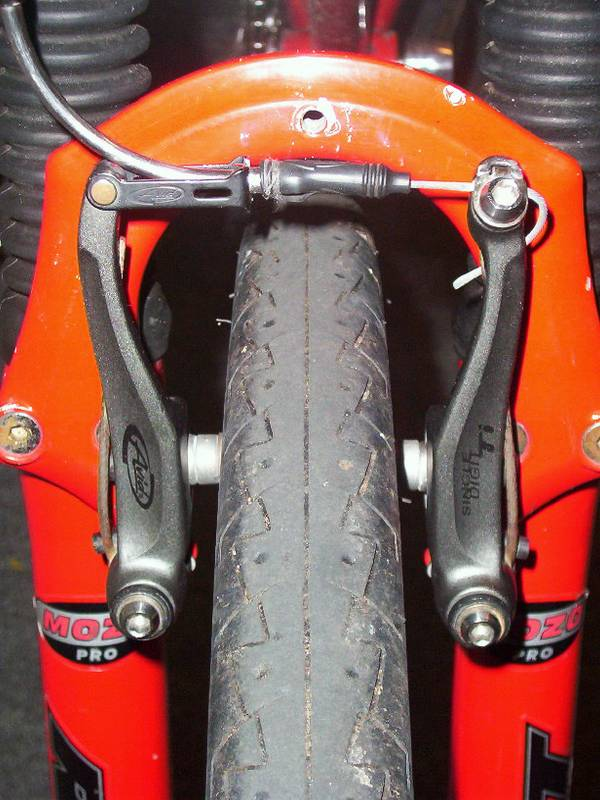
Hamulec typu V

Hamulec V-brake – hamulec szczękowy stosowany głównie w rowerach MTB. Od tradycyjnych rowerowych hamulców szczękowych różni się konstrukcją ramion zaciskających szczęki.
Hamulce tego typu posiadają długie, proste ramiona zamocowane do widełek ramy. Do ramion są bezpośrednio zamocowane klocki hamulcowe. Przez ramiona te od góry przechodzi linka zaciskowa, która jest połączona na stałe z jednym ramieniem i luźno z drugim. Po zaciśnięciu klamki hamulcowej linka ulega skróceniu, na skutek czego ramiona schodzą się jak nożyce, tworząc odwróconą literę „V”.
Wydłużony, prosty kształt ramion powoduje, że przy tej samej sile nacisku na klamkę hamulcową, nacisk klocków na boczne powierzchnie obręczy koła jest znacznie większy niż w tradycyjnych hamulcach szczękowych, co ma szczególne znaczenie przy częstym hamowaniu. Dlatego przy tego typu hamulcach niezbędne jest stosowanie klamek hamulcowych przeznaczonych specjalnie dla nich.
Hamulców tego typu (tzw. miniV-brake) nie stosuje się powszechnie w rowerach szosowych, głównie ze względu na zbyt dużą siłę takich hamulców. Nie bez znaczenia jest także efekt rozpierania widełek ramy i zwiększone opory aerodynamiczne.